# St. Martin (Eimbeckhausen)

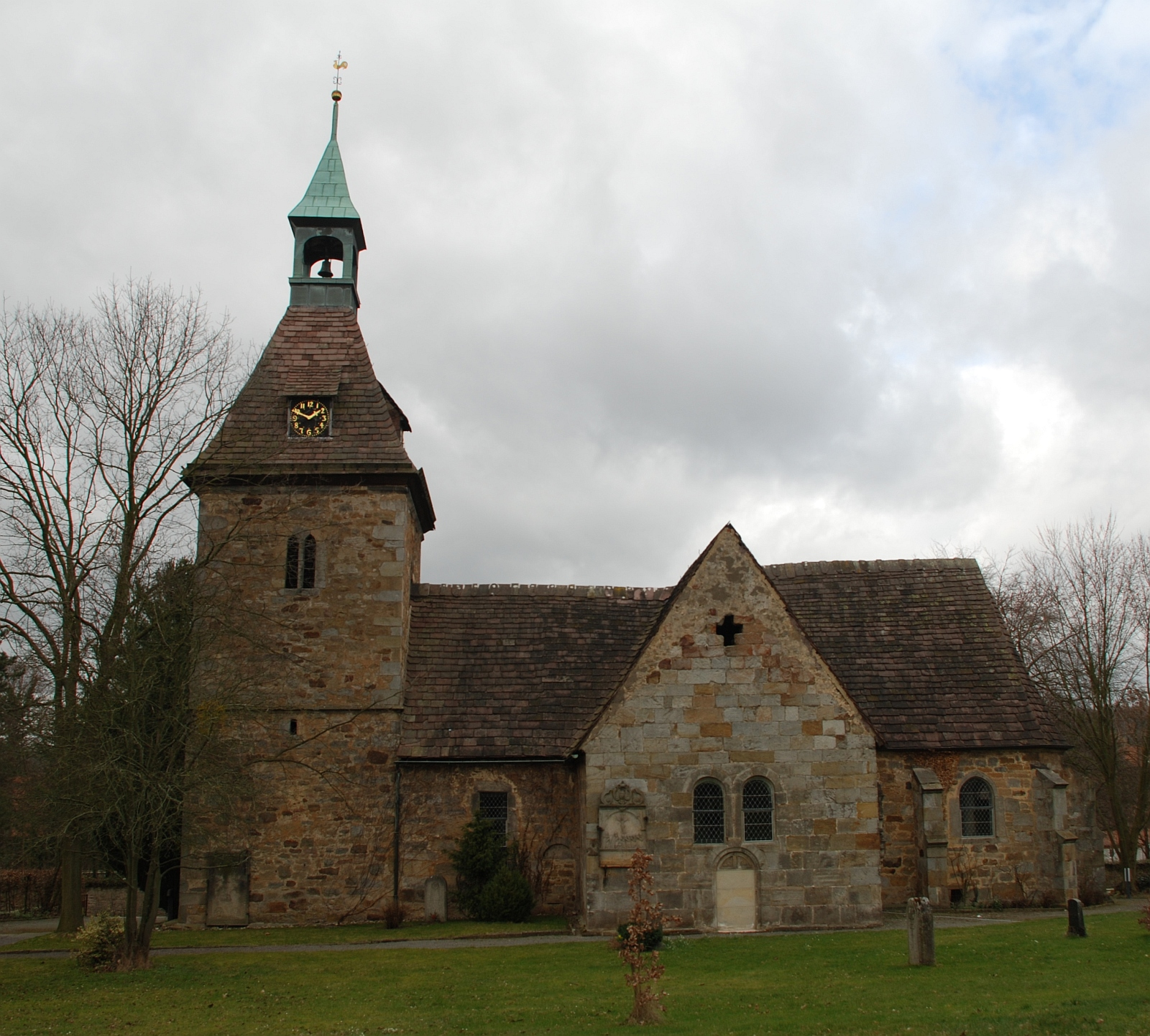
St. Martin

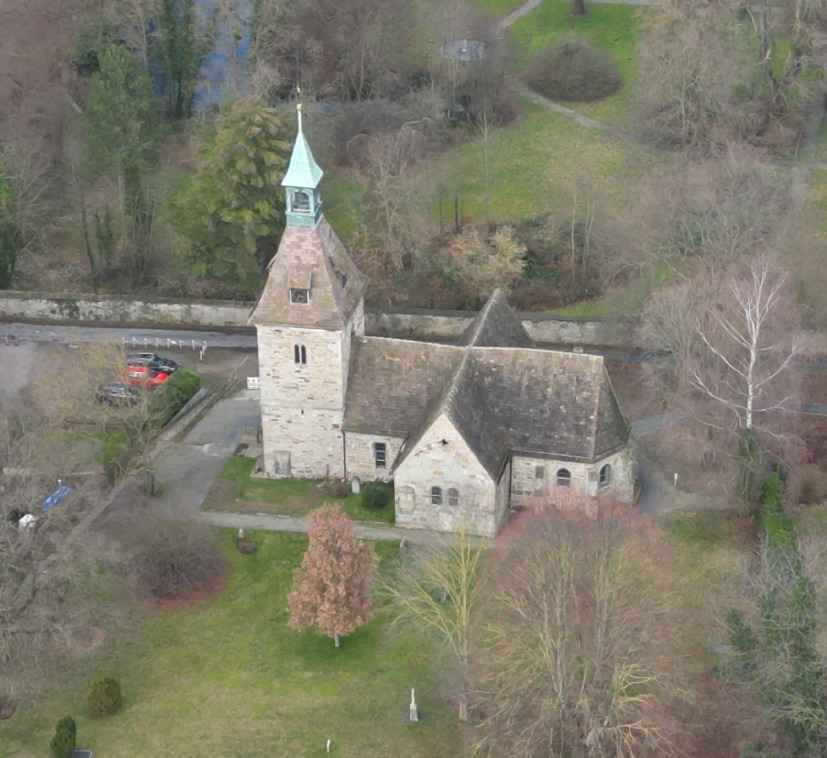
St. Martin

Die evangelisch-lutherische, denkmalgeschützte Kirche St. Martin steht in Eimbeckhausen, einem Ortsteil der Stadt Bad Münder am Deister im Landkreis Hameln-Pyrmont in Niedersachsen. Die Kirchengemeinde gehört zum Kirchenkreis Hameln-Pyrmont im Sprengel Hildesheim-Göttingen der Evangelisch-lutherischen Landeskirche Hannovers.

## Beschreibung
Der ursprüngliche Saalkirche wurde um 1200 in zwei Abschnitten aus sorgfältig gefügtem Quadermauerwerk zu einer Kreuzkirche im Grundriss eines griechischen Kreuzes erweitert. Der Kirchturm auf quadratischem Grundriss im Westen aus Bruchsteinen und Ecksteinen wurde in der ersten Hälfte des 16. Jahrhunderts weitgehend erneuert. Zu dieser Zeit wurde auch der Chor mit Strebepfeilern und dreiseitigem Abschluss neu gebaut, die Nordwand des alten Chores, an der die Sakristei angebaut ist, wurde beibehalten. Der Turm ist mit einem Pyramidendach bedeckt, deren Dachgauben die Zifferblätter der Turmuhr beherbergen. Aus dem Pyramidendach erhebt sich ein Dachreiter, in dem die Schlagglocke hängt. Im Obergeschoss des Turms sind spitzbogige Klangarkaden. Das Vestibül des Turms ist mit einem Tonnengewölbe überspannt. Im Chor und in der Sakristei stehen die gebusten Kreuzrippengewölbe auf Konsolen. 
Das Langhaus und das Querschiff sind jeweils mit einem Kreuzgratgewölbe überspannt. Die ursprünglich vorhandenen Emporen wurden bei der Renovierung der Kirche 1956/57 entfernt. Zur Kirchenausstattung gehört ein spätgotischer Flügelaltar, der Schrein wurde erst im 19. Jahrhundert hinzugefügt. In der Mitte steht Christus am Kreuz zwischen den Schächern. Drum herum sind Szenen der Passion dargestellt. Oben stehen die Figuren der zwölf Apostel, seitlich des Schreins auf Konsolen stehen Maria mit dem Kind und der heilige Martin, die beide ursprünglich nicht dazu gehören. 